# Летњиковац Енгелман
Летњиковац Енгелман је заоставштина велепоседничке породице Енгелман, изграђен почетком 20. века, око 1910. године, и налази се око 1300 метара од села и може се посетити силаском са пута за Гунарош, општина Бачка Топола у Севернобачком округу.
Тренутно напуштен и у доста лошем стању стоји на обали вештачког језера Светићево, на пола пута између Ковило и Новог Орахова, у оази између ораница.

## Историјат
Летњиковац је изградила велепоседничка породица Енгелман почетком 20. века, која је и основала садашње место Победа недалеко од Гунароша. Енгелманови су имали велики комплекс земље на коме су се бавили пољопривредом и гајењем винове лозе. Најмоћнији од феудалаца, Енгелман Јене је поседовао 2000 јутара земље, где је наумио да изгради летњиковац за своју породицу. Каштел је подигнут око 1910. године.
Током социјалистичких револуција које су одигране 1919. године у Европи следило је прво уништавање дворца. Сиромашни кметови, ветерани, у повратку из рата и остали грађани разносили су ко је шта стигао. Међутим, Енгелману је све било враћено. Прави ударац властелину десила се када је урађена државна конфискација његове земље од стране нове власти Краљевине СХС. Полако је током година све око каштела порушено, и дуги низ година су стојали само пусти зидови некада велелепног здања.

## О летњиковцу
Летњиковац је правоугаоне компактне основе, грађен као слободно стојећи спратни објекат у пространом парку у близини реке Чик. Зграда летњиковца припада типу пољских двораца грађених у пространом негованом парку. На средишњем делу главне фасаде је наглашен централни ризалит са репрезентативним улазом коме се приступа равним степеништем које је некада имало ограду од кованог гвожђа. Са бочних страна се налазе две простране терасе од којих једну подупиру десет стубова. Обе терсе су имале декоративну ограду од кованог гвожђа. Испод објекта се налази вински подрум засведен пруским сводом. Кровиште је четворосливно.

## Летњиковац данас
Група грађана из Светићева је покушала да реновира објекат, али су им прозори, врата и други потребан материјал покрадени. Из покушаја да реновирају летњиковац остали су нови кров и малтерисане фасаде на објекту.
Захваљујући људима који су покушали да га реновирају, летњиковац, иако напуштен без прозора и врата, изгледа аутентично.
Летњиковац није отворен за посетиоце али мештани из околних места први мај прослављају у парку летњиковца.

## Занимљивост
Када је породица Енгелман напуштала имање, пре њиховог одласка, глава породице је наводно закопао породично благо, а у стабло једног дрвета у башти је уписао време њиховог одласка.
Како мештани кажу, 70-их година 20.века је на имању Енгелман, односно у његовој близини пронађено злато: једном, приликом продубљивања суседног резервоара за воду, а касније и један пољопривредник приликом орања.

## Галерија
- Дворац Енгелман
- Дворац Енгелман
- Дворац Енгелман
- Дворац Енгелман
- Дворац Енгелман
- Дворац Енгелман
- Дворац Енгелман